# 環境再生保全機構

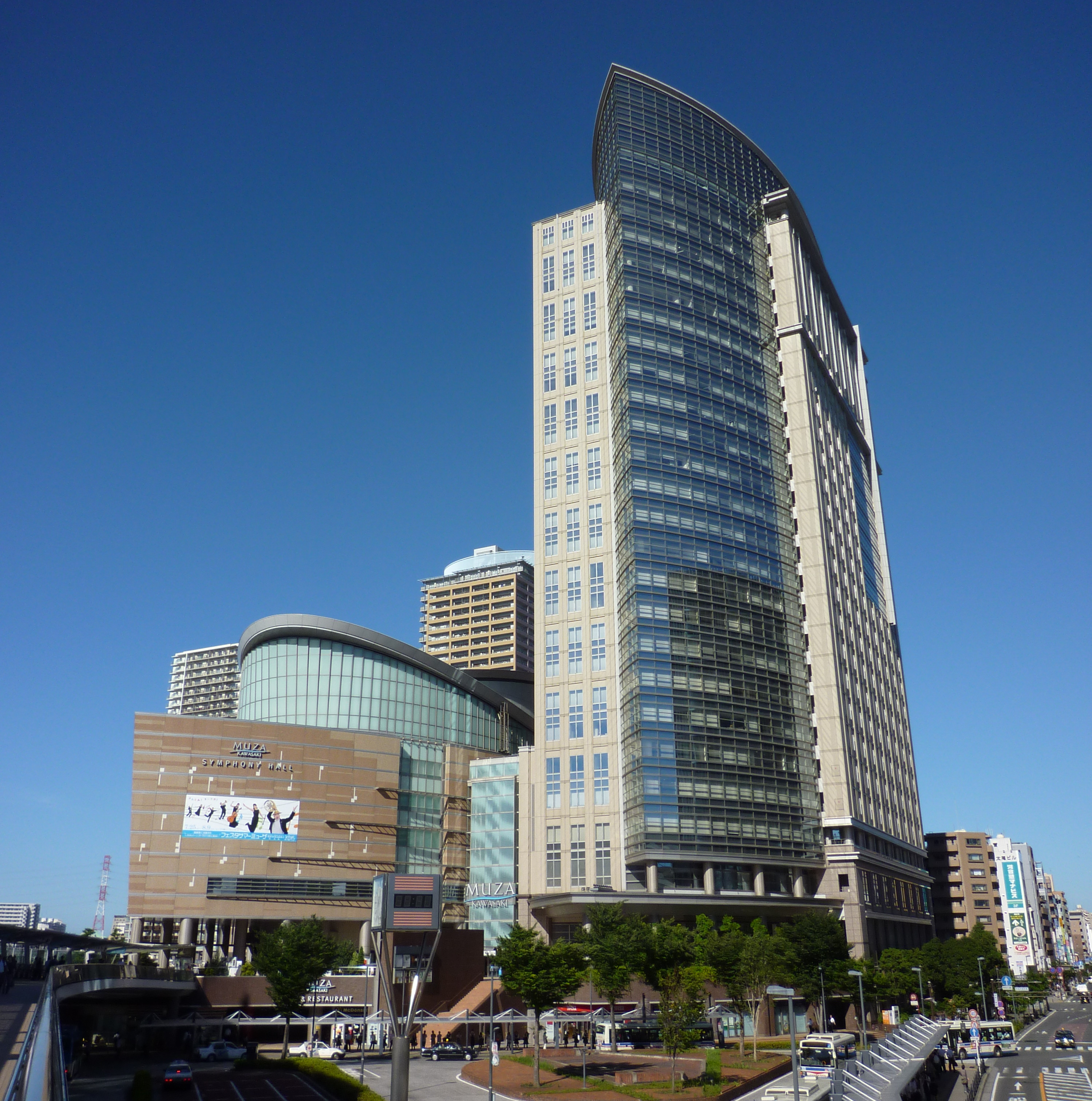
環境再生保全機構が入居するミューザ川崎セントラルタワー

独立行政法人環境再生保全機構（かんきょうさいせいほぜんきこう、英: Environmental Restoration and Conservation Agency、略称：ERCA）は、独立行政法人環境再生保全機構法に基づき設置された独立行政法人。2004年（平成16年）3月31日に旧公害健康被害補償予防協会及び旧環境事業団が解散して、同年4月1日に設立された。所属官庁は環境省であるが、一部の事務については、農林水産省、経済産業省、国土交通省も行っている。

## 概要
- 所在：神奈川県川崎市幸区大宮町1310番 ミューザ川崎セントラルタワー8階
- 理事長：小辻智之

## 業務
- 公害健康被害の補償等に関する法律に基づく公害健康被害補償・予防業務
- 地球環境基金事業（民間団体の環境保全活動への支援業務）
- ポリ塩化ビフェニル廃棄物の適正な処理の推進に関する特別措置法に基づくPCB廃棄物の処理助成業務
- 廃棄物の処理及び清掃に関する法律に基づく最終処分場の維持管理積立金の管理
- 石綿による健康被害の救済に関する法律に基づく認定・救済給付の支給

文化放送の「くにまるジャパン 極」内「深読みジャパン」を提供している。